# 尤尼昂鎮區 (愛荷華州波爾克縣)
尤尼昂鎮區（英語：Union Township）是位於美國愛荷華州波爾克縣的一個行政鎮區。

## 地方資料
根據2010年美國人口普查的數據，尤尼昂鎮區的面積為38.21平方千米，當中陸地面積為38.17平方千米，而水域面積為0.04平方千米。當地共有人口314人，而人口密度為每平方千米8.22人。